# Bystryi Istok
Bystryi Istok (en ruso: Бы́стрый Исто́к) es una localidad rusa del Krai de Altái. De acuerdo con el censo de 2010 su población era de 3852 habitantes. Está localizada a 120 km al suroeste de Barnaúl —la capital de la república— a orillas del río Obi. La localidad es el centro administrativo del raión de Bystroystosky.
Fue establecido en 1763 como aldea (selo). En 1925 obtuvo el estatus de capital del raión y a partir de 1959 fue designado como asentamiento de tipo urbano.

## Demografía
| Año  | Población |
| ---- | --------- |
| 1959 | 6967      |
| 1970 | 6664      |
| 1979 | 6165      |
| 1989 | 6211      |
| 2002 | 4490      |
| 2010 | 3852      |